# Discworld Noir
Discworld Noir è un videogioco d'avventura del 1999, sviluppato da Perfect Entertainment e distribuito da GT Interactive originariamente per Microsoft Windows, in seguito adattato anche per PlayStation da Teeny Weeny Games. Il gioco, una parodia del genere noir, è basato sulle avventure ambientate nel Mondo Disco, luogo descritto nei romanzi fantasy umoristici scritti da Terry Pratchett.

## Trama
Nella città di Ankh-Morpork, l'investigatore privato Lewton riceve la visita dell'affascinante Carlotta Von Uberwald, che gli chiede di indagare su Mundy, un uomo appena arrivato in città e subito scomparso.

## Modalità di gioco
Il gioco si presenta come un punta e clicca con personaggi tridimensionali su sfondi realizzati in 2D. Anziché il classico inventario, il giocatore utilizza indizi per proseguire nella storia.

## Accoglienza
Venne accolto su PlayStation con giudizi alquanto mediocri a causa della lentezza dei caricamenti e dei comandi del cursore. 
Su pc il gioco venne elogiato con ottime valutazioni e ritenuto come uno dei migliori punta e clicca.
Rispetto alla versione per PC, quella per Playstation appare più lenta nei caricamenti.